# Capability Maturity Model
Capability Maturity Model (CMM) er en samling modeller af arbejdsgange (processer) en organisation kan følge med det formål at få bedre styr på sin softwareudviklingsproces. CMM er delt op i 5 niveauer afhængigt af hvor mange af de i CMM beskrevne arbejdsgange man følger. Hvis man er på niveau 1 følger man kun få af arbejdsgangene mens hvis man er på niveau 5 følger man alt fra CMM.
CMM er udviklet af Software Engineering Institute, der drives af Carnegie Mellon University i Pittsburgh Pennsylvania USA. De har efterfølgende udsendt en ny version med navnet Capability Maturity Model Integration (CMMI).
Der findes ikke nogen offentlig liste over hvilke firmaer der bruger CMM og hvilket niveau de er på men i Danmark er der så vidt vides pt. kun en virksomhed, Systematic, der er på niveau 5. Indiske it-virksomheder der tager sig af out-sourcing opgaver er ofte på niveau 5.